# Campionat d'Europa d'atletisme de 2006
El Campionat d'Europa d'atletisme de 2006 fou la divuitena edició del Campionat d'Europa d'atletisme organitzat sota la supervisió de l'Associació Europea d'Atletisme. La competició es dugué a terme entre els dies 7 i 13 d'agost de 2006 a l'Estadi Ullevi de Göteborg (Suècia).

## Medallistes

### Categoria masculina
| Prova | Or                                                                                | Or          | Plata                                                                        | Plata       | Bronze                                                                           | Bronze     |
| 100 m | Francis Obikwelu · Portugal                                                       | 9.99 CR     | Andrey Yepishin · Rússia                                                     | 10.10 NR    | Matic Osovnikar · Eslovènia                                                      | 10.14 NR   |
| 200 m | Francis Obikwelu · Portugal                                                       | 20.01 NR    | Johan Wissman · Suècia                                                       | 20.38 NR    | Marlon Devonish · Regne Unit                                                     | 20.54      |
| 400 m | Marc Raquil · França                                                              | 45.02       | Vladislav Frolov · Rússia                                                    | 45.09 PB    | Leslie Djhone · França                                                           | 45.40      |
| 800 m | Bram Som · Països Baixos                                                          | 1:46.56     | David Fiegen · Luxemburg                                                     | 1:46.59     | Sam Ellis · Regne Unit                                                           | 1:46.64    |
| 1500 m | Mehdi Baala · França                                                              | 3:39.02     | Ivan Heshko · Ucraïna                                                        | 3:39.50     | Juan Carlos Higuero · Espanya                                                    | 3:39.62    |
| 5000 m | Jesús España · Espanya                                                            | 13:44.70    | Mo Farah · Regne Unit                                                        | 13:44.79    | Juan Carlos Higuero · Espanya                                                    | 13:46.48   |
| 10.000 m | Jan Fitschen · Alemanya                                                           | 28:10.94 PB | José Manuel Martínez · Espanya                                               | 28:12.06 SB | Juan Carlos de la Ossa · Espanya                                                 | 28:13.73   |
| 110 m. tanques | Staņislavs Olijars · Letònia                                                      | 13.24       | Thomas Blaschek · Alemanya                                                   | 13.46       | Andy Turner · Regne Unit                                                         | 13.56      |
| 400 m. tanques | Periklis Iakovakis · Grècia                                                       | 48.46       | Marek Plawgo · Polònia                                                       | 48.71 SB    | Rhys Williams · Regne Unit                                                       | 49.12      |
| 3000 m. obstacles | Jukka Keskisalo · Finlàndia                                                       | 8:24.89     | José Luis Blanco · Espanya                                                   | 8:26.22     | Bouabdellah Tahri · França                                                       | 8:27.15    |
| relleus 4x100 m. llisos | Regne UnitDwain Chambers · Darren Campbell · Marlon Devonish · Mark Lewis-Francis | 38.91       | PolòniaPrzemysław Rogowski · Łukasz Chyła · Marcin Jędrusiński · Dariusz Kuć | 39.05       | FrançaOudéré Kankarafou · Ronald Pognon · Fabrice Calligny · David Alerte        | 39.07      |
| relleus 4x400 m. llisos | França · Idrissa M'Barke · Naman Keïta · Marc Raquil                              | 3:01.10     | Regne UnitRobert Tobin · Rhys Williams · Graham Hedman · Tim Benjamin        | 3:01.63     | PolòniaDaniel Dąbrowski · Piotr Kędzia · Piotr Rysiukiewicz · Rafał Wieruszewski | 3:01.73    |
| Marató | Stefano Baldini · Itàlia                                                          | 2:11:32     | Viktor Röthlin · Suïssa                                                      | 2:11:50     | Julio Rey · Espanya                                                              | 2:12:37    |
| 20 km. marxa | Paquillo Fernández · Espanya                                                      | 1:19:09     | Valeriy Borchin · Rússia                                                     | 1:20:00     | João Vieira · Portugal                                                           | 1:20:09 NR |
| 50 km. marxa | Yohann Diniz · França                                                             | 3:41:39 PB  | Jesús Ángel García · Espanya                                                 | 3:42:48 SB  | Yuriy Andronov · Rússia                                                          | 3:43:26    |
| Salt d'alçada | Andrey Silnov · Rússia                                                            | 2.36 CR WL  | Tomáš Janků · República Txeca                                                | 2.34 PB     | Stefan Holm · Suècia                                                             | 2.34 SB    |
| Salt amb perxa | Aleksandr Averbukh · Israel                                                       | 5.70        | Tim Lobinger · Alemanya · Romain Mesnil · França                             | 5.65        | no es concedí                                                                    |            |
| Salt de llargada | Andrew Howe · Itàlia                                                              | 8.20        | Greg Rutherford · Regne Unit                                                 | 8.13        | Olexiy Lukashevych · Ucraïna                                                     | 8.12       |
| Triple salt | Christian Olsson · Suècia                                                         | 17.67 EL    | Nathan Douglas · Regne Unit                                                  | 17.21       | Marian Oprea · Romania                                                           | 17.18      |
| Llançament de pes | Ralf Bartels · Alemanya                                                           | 21.13       | Joachim Olsen · Dinamarca                                                    | 21.09       | Rutger Smith · Països Baixos                                                     | 20.90      |
| Llançament de disc | Virgilijus Alekna · Lituània                                                      | 68.67       | Gerd Kanter · Estònia                                                        | 68.03       | Aleksander Tammert · Estònia                                                     | 66.14      |
| Llançament de javelina | Andreas Thorkildsen · Noruega                                                     | 88.78       | Tero Pitkämäki · Finlàndia                                                   | 86.44       | Jan Železný · República Txeca                                                    | 85.92      |
| Llançament de martell | Olli-Pekka Karjalainen · Finlàndia                                                | 80.84 SB    | Vadim Devyatovskiy · Belarús                                                 | 80.76       | Markus Esser · Alemanya                                                          | 79.19      |
| Decatló | Roman Šebrle · República Txeca                                                    | 8526 SB     | Attila Zsivoczky · Hongria                                                   | 8356        | Aleksey Drozdov · Rússia                                                         | 8350 PB    |
| AR Rècord del continent \| CR Rècord del campionat \| NR Rècord nacional \| OR Rècord olímpic \| PB/PR Millor marca personal/Rècord personal SB Millor marca personal de la temporada \| WL Millor marca mundial de l'any \| WR Rècord del món |                                                                                   |             |                                                                              |             |                                                                                  |            |

### Categoria femenina
| Prova | Or                                                                                  | Or            | Plata                                                                      | Plata              | Bronze                                                                                     | Bronze        |
| 100 m | Kim Gevaert · Bèlgica                                                               | 11.06         | Yekaterina Grigoryeva · Rússia                                             | 11.22 (SB)         | Irina Khabarova · Rússia                                                                   | 11.22         |
| 200 m | Kim Gevaert · Bèlgica                                                               | 22.68         | Yuliya Gushchina · Rússia                                                  | 22.93              | Natalya Rusakova · Rússia                                                                  | 23.09         |
| 400 m | Vanya Stambolova · Bulgària                                                         | 49.85         | Tatyana Veshkurova · Rússia                                                | 50.15              | Olga Zaytseva · Rússia                                                                     | 50.28         |
| 800 m | Olga Kotlyarova · Rússia                                                            | 1:57.38       | Svetlana Klyuka · Rússia                                                   | 1:57.48            | Rebecca Lyne · Regne Unit                                                                  | 1:58.45       |
| 1500 m | Tatyana Tomashova · Rússia                                                          | 3:56.91 (CR)  | Yuliya Chizhenko · Rússia                                                  | 3:57.61            | Daniela Yordanova · Bulgària                                                               | 3:59.37 (SB)  |
| 5000 m | Marta Domínguez · Espanya                                                           | 14:56.18 (CR) | Liliya Shobukhova · Rússia                                                 | 14:56.57 (SB)      | Elvan Abeylegesse · Turquia                                                                | 14:59.29 (SB) |
| 10.000 m | Inga Abitova · Rússia                                                               | 30:31.42      | Susanne Wigene · Noruega                                                   | 30:32.36           | Lidiya Grigoryeva · Rússia                                                                 | 30:32.72      |
| 100 m. tanques | Susanna Kallur · Suècia                                                             | 12.59         | Derval O'Rourke · Irlanda · Kirsten Bolm · Alemanya                        | 12.72 (NR Irlanda) | no es concedí                                                                              |               |
| 400 m. tanques | Yevgeniya Isakova · Rússia                                                          | 53.93 (PB)    | Fani Chalkia · Grècia                                                      | 54.02              | Tetyana Tereshchuk-Antipova · Ucraïna                                                      | 54.55         |
| 3000 m. obstacles | Alesia Turava · Belarús                                                             | 9:26.05 (SB)  | Tatyana Petrova · Rússia                                                   | 9:28.05            | Wioletta Janowska · Polònia                                                                | 9:31.62       |
| relleus 4×100 m llisos | RússiaYuliya Gushchina · Natalya Rusakova · Irina Khabarova · Yekaterina Grigoryeva | 42.71         | Regne UnitAnyika Onuora · Emma Ania · Emily Freeman · Joice Maduaka        | 43.51              | BelarúsYulia Nestsiarenka · Natallia Safronnikava · Alena Neumiarzhitskaya · Aksana Drahun | 43.61         |
| relleus 4×400 m llisos | RússiaSvetlana Pospelova · Natalya Ivanova · Olga Zaytseva · Tatyana Veshkurova     | 3:25.12       | BelarúsYulyana Zhalniaruk · Sviatlana Usovich · Anna Kozak · Ilona Usovich | 3:27.69            | PolòniaMonika Bejnar · Grażyna Prokopek · Ewelina Sętowska · Anna Jesień                   | 3:27.77       |
| Marató | Ulrike Maisch · Alemanya                                                            | 2:30:01 (PB)  | Olivera Jevtić · Sèrbia                                                    | 2:30:27            | Irina Permitina · Rússia                                                                   | 2:30:53       |
| 20 km. marxa | Ryta Turava · Belarús                                                               | 1:27:08       | Olga Kaniskina · Rússia                                                    | 1:28:35            | Elisa Rigaudo · Itàlia                                                                     | 1:28:37       |
| Salt d'alçada | Tia Hellebaut · Bèlgica                                                             | 2.03 (CR/NR)  | Venelina Veneva · Bulgària                                                 | 2.03 (CR)          | Kajsa Bergqvist · Suècia                                                                   | 2.01          |
| Salt amb perxa | Ielena Issinbàieva · Rússia                                                         | 4.80 (CR)     | Monika Pyrek · Polònia                                                     | 4.65               | Tatyana Polnova · Rússia                                                                   | 4.65 (SB)     |
| Salt de llargada | Lyudmila Kolchanova · Rússia                                                        | 6.93          | Naide Gomes · Portugal                                                     | 6.84               | Oksana Udmurtova · Rússia                                                                  | 6.69          |
| Triple salt | Tatiana Lébedeva · Rússia                                                           | 15.15         | Hrysopiyi Devetzi · Grècia                                                 | 15.05              | Anna Pyatykh · Rússia                                                                      | 15.02         |
| Llançament de pes | Natallia Kharaneka · Belarús                                                        | 19.43         | Petra Lammert · Alemanya                                                   | 19.17              | Olga Ryabinkina · Rússia                                                                   | 19.02         |
| Llançament de disc | Darya Pishchalnikova · Rússia                                                       | 65.55 (PB)    | Franka Dietzsch · Alemanya                                                 | 64.35              | Nicoleta Grasu · Romania                                                                   | 63.58         |
| Llançament de javelina | Steffi Nerius · Alemanya                                                            | 65.82 (SB)    | Barbora Špotáková · República Txeca                                        | 65.64              | Mercedes Chilla · Espanya                                                                  | 61.98 (SB)    |
| Llançament de martell | Tatyana Lysenko · Rússia                                                            | 76.67 (CR)    | Gulfiya Khanafeyeva · Rússia                                               | 74.50              | Kamila Skolimowska · Polònia                                                               | 72.58         |
| Heptatló | Carolina Klüft · Suècia                                                             | 6740 (CR)     | Karin Ruckstuhl · Països Baixos                                            | 6423 (NR)          | Lilli Schwarzkopf · Alemanya                                                               | 6420 (PB)     |
| AR Rècord del continent \| CR Rècord del campionat \| NR Rècord nacional \| OR Rècord olímpic \| PB/PR Millor marca personal/Rècord personal SB Millor marca personal de la temporada \| WL Millor marca mundial de l'any \| WR Rècord del món |                                                                                     |               |                                                                            |                    |                                                                                            |               |

## Medaller
Seu
| Posició | País                | Or | Plata | Bronze | Total |
| 1       | Rússia              | 12 | 12    | 11     | 35    |
| 2       | Alemanya            | 5  | 4     | 2      | 11    |
| 3       | França              | 4  | 1     | 3      | 8     |
| 4       | Espanya             | 3  | 3     | 5      | 11    |
| 5       | Belarús             | 3  | 2     | 1      | 6     |
| 6       | Suècia              | 3  | 1     | 2      | 6     |
| 7       | Bèlgica             | 3  | 0     | 0      | 3     |
| 8       | Portugal            | 2  | 1     | 1      | 4     |
| 9       | Finlàndia           | 2  | 1     | 0      | 3     |
| 10      | Itàlia              | 2  | 0     | 1      | 3     |
| 11      | Gran Bretanya       | 1  | 5     | 5      | 11    |
| 12      | República Txeca     | 1  | 2     | 1      | 4     |
| 13      | Grècia              | 1  | 2     | 0      | 3     |
| 14      | Bulgària            | 1  | 1     | 1      | 3     |
| 14      | Països Baixos       | 1  | 1     | 1      | 3     |
| 16      | Noruega             | 1  | 1     | 0      | 2     |
| 17      | Israel              | 1  | 0     | 0      | 1     |
| 17      | Letònia             | 1  | 0     | 0      | 1     |
| 17      | Lituània            | 1  | 0     | 0      | 1     |
| 20      | Polònia             | 0  | 3     | 4      | 7     |
| 21      | Ucraïna             | 0  | 1     | 2      | 3     |
| 22      | Estònia             | 0  | 1     | 1      | 2     |
| 23      | Dinamarca           | 0  | 1     | 0      | 1     |
| 23      | Hongria             | 0  | 1     | 0      | 1     |
| 23      | Irlanda             | 0  | 1     | 0      | 1     |
| 23      | Luxembourg          | 0  | 1     | 0      | 1     |
| 23      | Sèrbia i Montenegro | 0  | 1     | 0      | 1     |
| 23      | Suïssa              | 0  | 1     | 0      | 1     |
| 29      | Romania             | 0  | 0     | 2      | 2     |
| 30      | Eslovènia           | 0  | 0     | 1      | 1     |
| 30      | Turquia             | 0  | 0     | 1      | 1     |
|         | Total               | 47 | 49    | 45     | 141   |